# Municipio de Smith (condado de Cross)
El municipio de Smith (en inglés: Smith Township) es un municipio ubicado en el condado de Cross en el estado estadounidense de Arkansas. En el año 2010 tenía una población de 1892 habitantes y una densidad poblacional de 9,66 personas por km².

## Geografía
El municipio de Smith se encuentra ubicado en las coordenadas 35°11′55″N 90°40′26″O / 35.19861, -90.67389. Según la Oficina del Censo de los Estados Unidos, el municipio tiene una superficie total de 195.93 km², de la cual 191,01 km² corresponden a tierra firme y (2,51 %) 4,92 km² es agua.

## Demografía
Según el censo de 2010, había 1892 personas residiendo en el municipio de Smith. La densidad de población era de 9,66 hab./km². De los 1892 habitantes, el municipio de Smith estaba compuesto por el 94,45 % blancos, el 4,81 % eran afroamericanos, el 0,16 % eran amerindios, el 0,11 % eran asiáticos y el 0,48 % eran de una mezcla de razas. Del total de la población el 1,06 % eran hispanos o latinos de cualquier raza.